# Linanthus bellus
Linanthus bellus är en blågullsväxtart som först beskrevs av Samuel Frederick Gray, och fick sitt nu gällande namn av Edward Lee Greene. Linanthus bellus ingår i släktet Linanthus och familjen blågullsväxter. Inga underarter finns listade i Catalogue of Life.